# Slowakische Badmintonmeisterschaft
Die Slowakischen Meisterschaften im Badminton werden nach der Aufspaltung der ČSSR seit 1993 ausgetragen. Im selben Jahr starteten die Juniorenmeisterschaften und die internationalen Titelkämpfe, ein Jahr später die Mannschaftsmeisterschaften. 1962 wurde im slowakischen Landesteil der ČSSR erstmals das Celoslovenský turnaj o Pohár budovateľov VSŽ als inoffizielle Landesmeisterschaft ausgetragen. 1965 fanden dann zum ersten Mal offizielle Titelkämpfe statt.

## Die Titelträger der Slowakei
| Saison    | Herreneinzel      | Dameneinzel          | Herrendoppel                   | Damendoppel                              | Mixed                                |
| --------- | ----------------- | -------------------- | ------------------------------ | ---------------------------------------- | ------------------------------------ |
| 1993      | Juraj Brestovský  | Ľuba Hanzušová       | Juraj Brestovský Igor Novák    | Ľuba Hanzušová Aurita Hirková            | Peter Púdela Martina Švecová         |
| 1994      | Juraj Brestovský  | Ľuba Hanzušová       | Róbert Cyprian Peter Púdela    | Ľuba Hanzušová Daniela Tomášová          | Peter Púdela Martina Švecová         |
| 1995      | Igor Novák        | Ľuba Hanzušová       | Róbert Cyprian Peter Púdela    | Katarína Pokorná Alexandra Felgrová      | Peter Púdela Alexandra Felgrová      |
| 1996      | Marián Šulko      | Alexandra Felgrová   | Juraj Brestovský Igor Novák    | Radka Majorská Barbora Bobrovská         | Jaroslav Heleš Katarína Pokorná      |
| 1997      | Pavel Mečár       | Kvetoslava Orlovská  | Marián Šulko Marek Navrátil    | Barbora Bobrovská Radka Majorská         | Juraj Brestovský Zuzana Kenížová     |
| 1998      | Pavel Mečár       | Kvetoslava Orlovská  | Pavel Mečár Jaroslav Marek     | Kvetoslava Orlovská Gabriela Zabavníková | Pavel Mečár Barbora Bobrovská        |
| 1999      | Marián Šulko      | Kvetoslava Orlovská  | Pavel Mečár Marián Šulko       | Barbora Bobrovská Alexandra Felgrová     | Pavel Mečár Barbora Bobrovská        |
| 2000      | Marián Šulko      | Gabriela Zabavníková | Marián Šulko Pavel Mečár       | Kvetoslava Orlovská Gabriela Zabavníková | Pavel Mečár Barbora Bobrovská        |
| 2001      | Marián Šulko      | Gabriela Zabavníková | Marián Šulko Pavel Mečár       | Barbora Bobrovská Eva Sládeková          | Pavel Mečár Barbora Bobrovská        |
| 2002      | Lukáš Klačanský   | Kvetoslava Orlovská  | Marián Šulko Pavel Mečár       | Kvetoslava Orlovská Gabriela Zabavníková | Pavel Mečár Barbora Bobrovská        |
| 2003      | Marián Šulko      | Gabriela Zabavníková | Marián Šulko Pavel Mečár       | Zuzana Orlovská Gabriela Zabavníková     | Pavel Mečár Barbora Bobrovská        |
| 2004      | Marián Šulko      | Kvetoslava Orlovská  | Marián Šulko Pavel Mečár       | Barbora Bobrovská Eva Sládeková          | Pavel Mečár Barbora Bobrovská        |
| 2005      | Michal Matejka    | Eva Sládeková        | Marián Šulko Pavel Mečár       | Alexandra Felgrová Kristína Ludíková     | Pavel Mečár Barbora Bobrovská        |
| 2006      | Marián Šulko      | Kristína Ludíková    | Michal Matejka Marián Šulko    | Alexandra Felgrová Kristína Ludíková     | Ladislav Tomčko Kvetoslava Orlovská  |
| 2007      | Marián Šulko      | Eva Sládeková        | Vladimír Závada Marián Smrek   | Kvetoslava Orlovská Zuzana Orlovská      | Vladimír Turlík Gabriela Zabavníková |
| 2008      | Marián Šulko      | Kvetoslava Orlovská  | Vladimír Závada Marián Smrek   | Júlia Turzáková Gabriela Zabavníková     | Marián Smrek Kvetoslava Orlovská     |
| 2009      | Michal Matejka    | Monika Fašungová     | Vladimír Závada Marián Smrek   | Barbora Bobrovská Zuzana Orlovská        | Vladimír Závada Zuzana Orlovská      |
| 2010      | Michal Matejka    | Ivana Kubíková       | Marián Šulko Pavel Mečár       | Barbora Bobrovská Zuzana Orlovská        | Vladimír Závada Zuzana Orlovská      |
| 2011      | Jarolím Vícen     | Monika Fašungová     | Ladislav Tomčko Pavel Mečár    | Barbora Bobrovská Zuzana Orlovská        | Milan Ludík Kvetoslava Sopková       |
| 2012      | Jarolím Vícen     | Monika Fašungová     | Michal Matejka Marián Šulko    | Júlia Turzáková Gabriela Zabavníková     | Vladimír Závada Zuzana Orlovská      |
| 2013      | Juraj Vachálek    | Monika Fašungová     | Jarolím Vícen Martin Kožár     | Ivana Kubíková Zuzana Orlovská           | Ladislav Tomčko Gabriela Zabavníková |
| 2014      | Jarolím Vícen     | Martina Repiská      | Matej Hliničan Michal Matejka  | Jana Čižnárová Gabriela Zabavníková      | Ladislav Tomčko Gabriela Zabavníková |
| 2015      | Matej Hliničan    | Martina Repiská      | Milan Dratva Bohumil Kašela    | Zuzana Palková Katarína Vargová          | Milan Dratva Katarína Šariščanová    |
| 2016      | Jarolím Vícen     | Martina Repiská      | Juraj Vachálek Miroslav Haring | Zuzana Palková Katarína Vargová          | Milan Dratva Zuzana Palková          |
| 2017      | Milan Dratva      | Martina Repiská      | Juraj Vachálek Miroslav Haring | Zuzana Palková Katarína Vargová          | Milan Dratva Zuzana Palková          |
| 2018      | Milan Dratva      | Martina Repiská      | Juraj Vachálek Miroslav Haring | Mia Tarcalová Katarína Vargová           | Jakub Horák Mia Tarcalová            |
| 2019      | Milan Dratva      | Katarína Vargová     | Andrej Antoška Jakub Horák     | Mia Tarcalová Katarína Vargová           | Milan Dratva Alžbeta Peruňská        |
| 2020 2021 | nicht ausgetragen | nicht ausgetragen    | nicht ausgetragen              | nicht ausgetragen                        | nicht ausgetragen                    |
| 2022      | Jarolím Vícen     | Martina Repiská      | Juraj Vachálek Jarolím Vícen   | Alžbeta Peruňská Lucia Vojteková         | Juraj Vachálek Alžbeta Peruňská      |
| 2023      | Milan Dratva      | Sofia Slosiariková   | Andrej Suchý Simeon Suchý      | Johanka Ivanovičová Lea Výbochová        | Andrej Suchý Johanka Ivanovičová     |
| 2024      | Milan Dratva      | Natália Tomčová      | Andrej Antoška Jakub Horák     | Johanka Ivanovičová Lea Výbochová        | Andrej Suchý Johanka Ivanovičová     |

## Die Titelträger der SSR
| Saison | Herreneinzel         | Dameneinzel        | Herrendoppel                       | Damendoppel                         | Mixed                                |
| ------ | -------------------- | ------------------ | ---------------------------------- | ----------------------------------- | ------------------------------------ |
| 1962   | Pavel Hroch          | Elena Hlinovská    | Pavel Hroch Jozef Koňařík          | nicht ausgetragen                   | Pavel Hroch Elena Hlinovská          |
| 1963   | Cyril Konečný        | nicht ausgetragen  | Pavel Hroch Jozef Koňařík          | nicht ausgetragen                   | nicht ausgetragen                    |
| 1964   | Jaroslav Kozák       | Mária Beerová      | Jaroslav Kozák Jozef Koňařík       | nicht ausgetragen                   | Jozef Koňařík Ľubica Žitňanová       |
| 1965   | Jaroslav Kozák       | Elena Bencová      | Jaroslav Kozák Jozef Kovér         | Gabriela Kaščáková Elena Bencová    | Jozef Koňařík Elena Bencová          |
| 1966   | Jaroslav Kozák       | Viera Nováková     | Ladislav Rusnák Peter Jacina       | Viera Nováková Mária Beerová        | Rudolf Lev Viera Nováková            |
| 1967   | Peter Jacina         | Viera Nováková     | Jaroslav Kozák Ladislav Rusnák     | Viera Nováková Mária Beerová        | Peter Jacina Ľubica Žitňanová        |
| 1968   | Jaroslav Kozák       | Ľubica Žitňanová   | Jaroslav Kozák Ladislav Rusnák     | Adriana Debnárová Ľubica Žitňanová  | Peter Jacina Ľubica Žitňanová        |
| 1969   | Jaroslav Kozák       | Viera Vavráková    | Jaroslav Kozák Jozef Kovér         | Mária Beerová Viera Vavráková       | Jozef Kovér Viera Vavráková          |
| 1970   | Peter Jacina         | Gabriela Kaščáková | Jaroslav Kozák Jozef Žuffa         | Gabriela Kaščáková Viera Vavráková  | Jaroslav Kozák Viera Vavráková       |
| 1971   | Jaroslav Kozák       | Mária Ferková      | Jaroslav Kozák Jozef Kovér         | Mária Ferková Milena Kehrová        | Jaroslav Kozák Mária Ferková         |
| 1972   | Konstantin Holobradý | Milena Kehrová     | Štefan Vaško Ján Šandorčin         | Mária Ferková Milena Kehrová        | Ján Šandorčin Mária Peterčáková      |
| 1973   | Ján Šandorčin        | Alena Sedláková    | Peter Jacina Jozef Žuffa           | Mária Ferková Alena Sedláková       | Peter Jacina Alena Sedláková         |
| 1974   | Ján Šandorčin        | Milena Kehrová     | Jaroslav Kozák Jozef Žuffa         | Milena Kehrová Alena Sedláková      | Jaroslav Kozák Milena Kehrová        |
| 1975   | Ján Šandorčin        | Dagmar Benická     | Jaroslav Kozák Jozef Žuffa         | Anna Konečná Dagmar Benická         | Jaroslav Kozák Dagmar Benická        |
| 1976   | Štefan Brza          | Anna Konečná       | Štefan Brza Vladimír Mazúr         | Anna Konečná Dagmar Benická         | Jozef Žuffa Anna Konečná             |
| 1977   | Ľubomír Tetur        | Dagmar Benická     | Ľubomír Tetur Miroslav Košíček     | Mária Zamborová Ľuba Procházková    | Juraj Lenárt Dagmar Benická          |
| 1978   | Konstantin Holobradý | Dagmar Benická     | Juraj Lenárt Dušan Mošon           | Anna Konečná Dagmar Benická         | Ľubomír Tetur Dagmar Benická         |
| 1979   | Ľubomír Tetur        | Dagmar Benická     | Ľubomír Tetur Jaroslav Kozák       | Jana Schrotterová Dagmar Benická    | Juraj Lenárt Dagmar Benická          |
| 1980   | Juraj Lenárt         | Dagmar Benická     | Juraj Lenárt Dušan Mošon           | Anna Konečná Ľuba Saláková          | Juraj Lenárt Jana Schrotterová       |
| 1981   | Juraj Lenárt         | Lenka Koblihová    | Juraj Lenárt Dušan Mošon           | Katarína Auerová Svetlana Mydlíková | Ľubomír Schmidtmayer Lenka Koblihová |
| 1982   | Vladimír Vaško       | Jitka Čuprová      | Vladimír Vaško Ľubomír Čechovský   | Dagmar Mošonová Jitka Čuprová       | Vladimír Vaško Dagmar Mošonová       |
| 1983   | Ľubomír Čechovský    | Eva Matyusová      | Ján Konečný Ľubomír Čechovský      | Svetlana Mydlíková Eva Matyusová    | Dušan Mošon Eva Matyusová            |
| 1984   | Juraj Lenárt         | Anna Širillová     | Juraj Lenárt Dušan Mošon           | Anna Širillová Ľuba Hanzušová       | Juraj Lenárt Eva Matyusová           |
| 1985   | Juraj Lenárt         | Eva Matyusová      | Juraj Lenárt Dušan Mošon           | Eva Matyusová Ľuba Hanzušová        | Juraj Lenárt Eva Matyusová           |
| 1986   | Igor Novák           | Eva Matyusová      | Igor Novák Ľubomír Čechovský       | Katarína Auerová Dana Horváthová    | Dušan Mošon Katarína Auerová         |
| 1987   | Juraj Lenárt         | Mária Holobradá    | Juraj Lenárt Ľubomír Čechovský     | Mária Holobradá Svetlana Mydlíková  | Juraj Lenárt Jana Bérešová           |
| 1988   | Igor Novák           | Ľuba Hanzušová     | Juraj Lenárt Ľubomír Čechovský     | Eva Matyusová Svetlana Mydlíková    | Ľubomír Schmidtmayer Ľuba Sliacka    |
| 1989   | Igor Novák           | Ľuba Hanzušová     | Igor Novák Juraj Brestovský        | Eva Matyusová Mária Holobradá       | Ľubomír Schmidtmayer Ľuba Sliacka    |
| 1990   | Igor Novák           | Ľuba Hanzušová     | Igor Novák Juraj Brestovský        | Ľuba Hanzušová Jana Bérešová        | Juraj Brestovský Eva Matyusová       |
| 1991   | Igor Novák           | Ľuba Hanzušová     | Igor Novák Juraj Brestovský        | Ľuba Hanzušová Jana Bérešová        | Juraj Brestovský Eva Matyusová       |
| 1992   | Igor Novák           | Eva Matyusová      | Ľubomír Čechovský Juraj Brestovský | Ľuba Hanzušová Eva Matyusová        | Ľubomír Čechovský Ľuba Hanzušová     |